# Estação Villa Lobos-Jaguaré
A Estação Villa Lobos–Jaguaré é uma estação ferroviária pertencente à Linha 9–Esmeralda, operada pela ViaMobilidade. Está localizada no distrito de Alto de Pinheiros, na zona oeste da cidade de São Paulo.

## História
A estação foi construída pela FEPASA em 1979 (durante a modernização do Ramal de Jurubatuba da antiga EFS) e inaugurada em 4 de abril de 1981, com o nome de Estação Jaguaré, sendo localizada ao lado do Parque Villa-Lobos, inaugurado em 1994. A partir de 1996 foi administrada pela CPTM. Foi reformada e reentregue em 28 de março de 2010.
Em 20 de abril de 2021, foi concedida para o consórcio ViaMobilidade, composto pelas empresas CCR (atual Motiva) e RUASinvest, com a concessão para operar a linha por trinta anos. O contrato de concessão foi assinado e a transferência da linha foi realizada em 27 de janeiro de 2022.

## Obra de arte
A estação possui, desde 2016, um mural do projeto "Bichos do Brasil na CPTM" em seu acesso, denotando um tamanduá-bandeira e uma capivara.

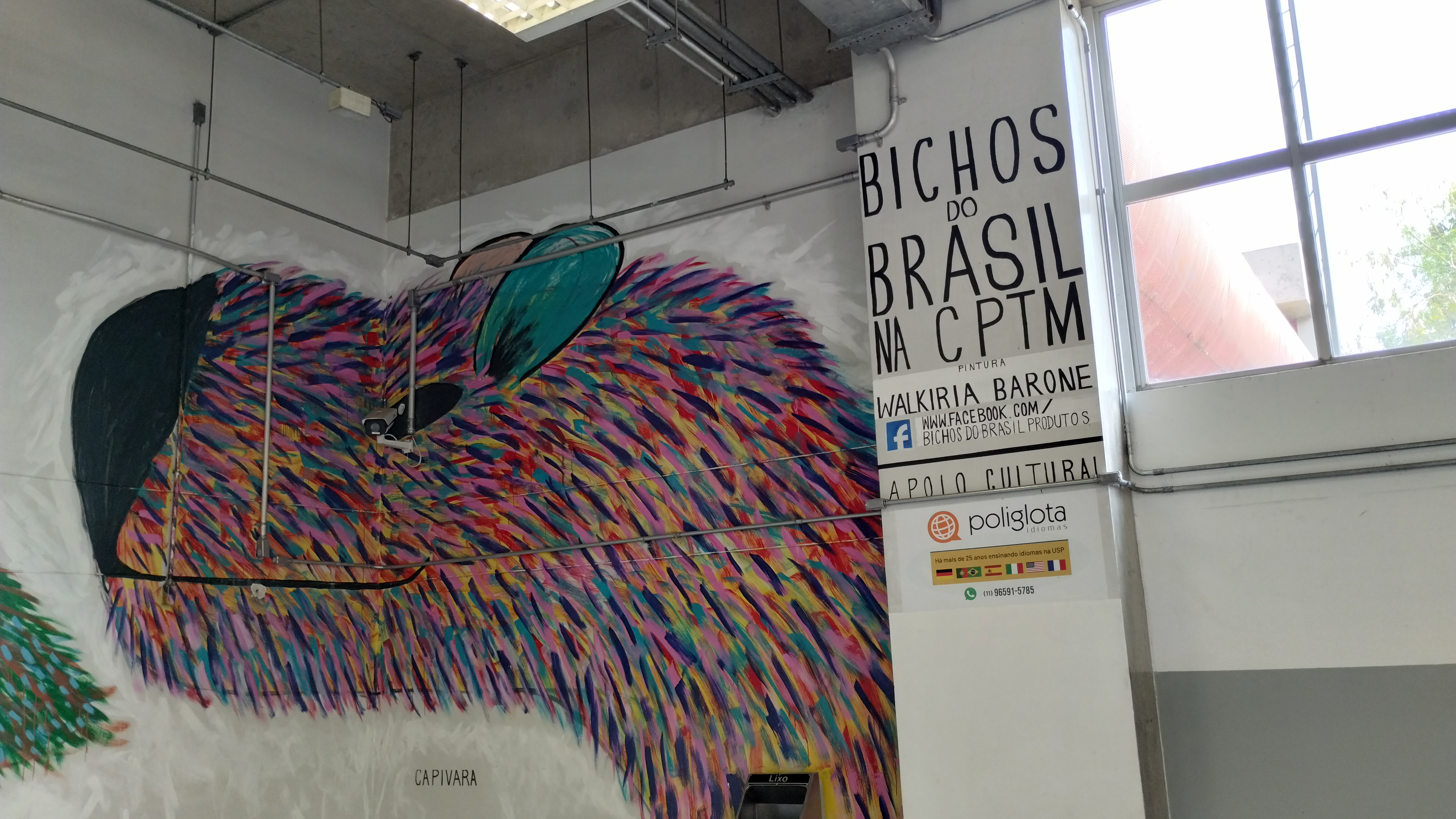
Pintura de capivara do projeto Bichos do Brasil na CPTM
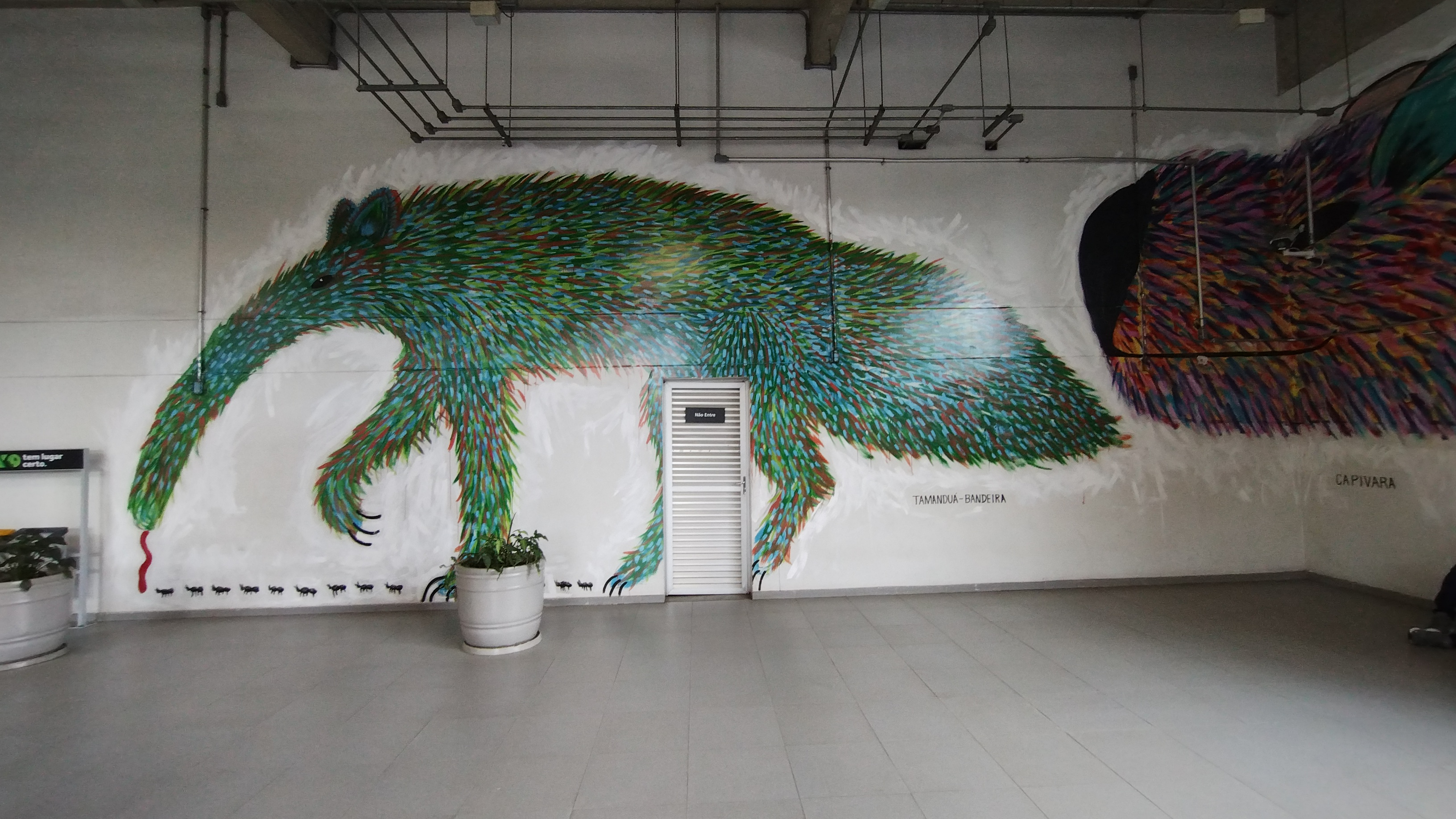
Pintura de tamanduá-bandeira do projeto Bichos do Brasil na CPTM

## Tabela
| Sigla | Estação             | Inauguração        | Integração               | Plataforma | Posição    | Notas                                                                        |
| ----- | ------------------- | ------------------ | ------------------------ | ---------- | ---------- | ---------------------------------------------------------------------------- |
| JAG   | Villa Lobos–Jaguaré | 4 de abril de 1981 | Bilhete Único da SPTrans | Central    | Superfície | Estação construída pela FEPASA. Quando construída, chamava-se apenas Jaguaré |